# Carcass Island
L'île Carcass (en anglais ; Carcass Island et en espagnol : Isla del Rosario) est l'une des îles Malouines (en anglais : Falkland Islands), qui se trouve au large de la pointe nord-ouest de la Grande Malouine.

## Administration
Les îles sont administrées par le Royaume-Uni dans le cadre du Territoire britannique d'outre-mer des îles Falkland. Elle est revendiquée par la République argentine, qui en fait une partie du Département des îles de l'Atlantique Sud dans la province de Terre de Feu, Antarctique et îles de l'Atlantique sud.

## Description
Elle se trouve au sud-est des îles Jason, et elle est la plus grandes ds îles du groupe West Point. Elle a une longueur de 10 km, une largeur maximale de 10 km et une superficie de 19 km2. Les points les plus élevés de l'île sont Stanley Hill et Mount Byng qui culminent à 220 m. La côte nord-est a des falaises et des pentes tandis qu'il y a de grandes baies de sable et une pointe rocheuse au nord-ouest. Il y a aussi des étendues de dunes. Leopard Beach est souvent utilisé comme point de débarquement.

## Historique
Le nom sinistre de l'île vient du navire HMS Carcass, qui a arpenté l'île en 1766. Son navire d'accompagnement, le HMS Jason, a donné son nom aux îles Jason voisines, et son capitaine, John MacBride, a donné son nom au MacBride Head (en), le point le plus au nord-est de la Malouine orientale.
L'île est exploité en tant que ferme ovine depuis plus d'un siècle et appartient au RP McGill. Les trois bâtiments classés au patrimoine de l'île sont un hangar à bateaux, un autre hangar et un magasin. Sa petite colonie située sur Port Patterson (en) sur la côte sud-ouest est également connue pour ses jardins et possède une petite épicerie. Il y a aussi une piste d'atterrissage et une jetée. Valley Cottage, la plus ancienne maison de l'île, construite vers 1870, a été transformée en hébergement touristique

## Guerre des Malouines
Carcass Island était considérée comme l'un des sites potentiels pour un débarquement amphibie britannique pendant la guerre des Malouines ; cependant, les atterrissages britanniques ont eu lieu dans la baie de San Carlos dans le détroit des Malouines. Le plan aurait été pour un «Unsinkable aircraft carrier (en)». Les principales objections à ce plan étaient triples : 1) l'île Carcass, située à l'ouest de l'archipel, était la plus proche des bases continentales argentines ; 2) sa proximité avec la base aérienne de Pebble Island ; et 3) son éloignement de Stanley, car il était le plus éloigné des objectifs principaux, et la Malouine orientale a finalement été contourné pendant la guerre.

## Flore et faune

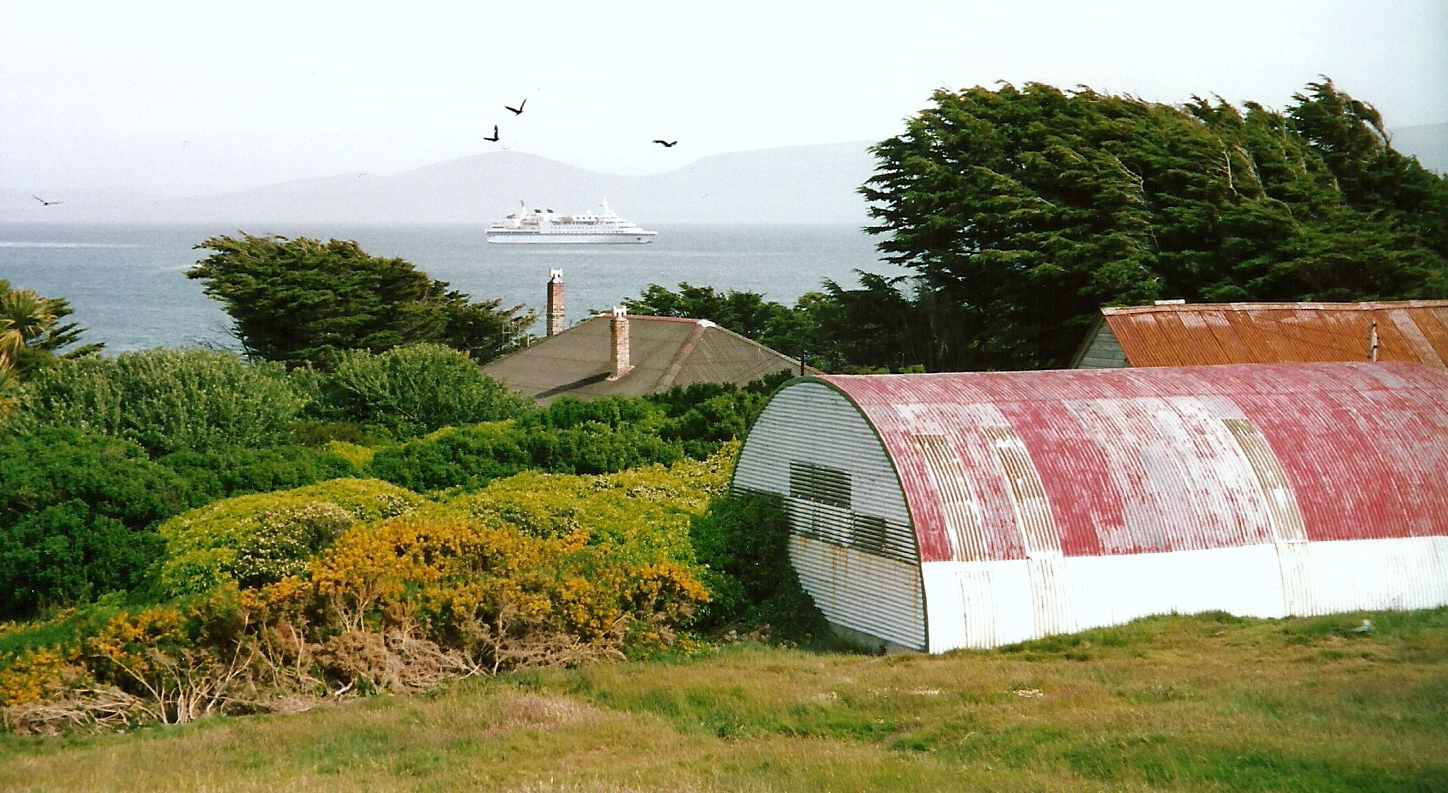
Arbres sur l'île Carcass

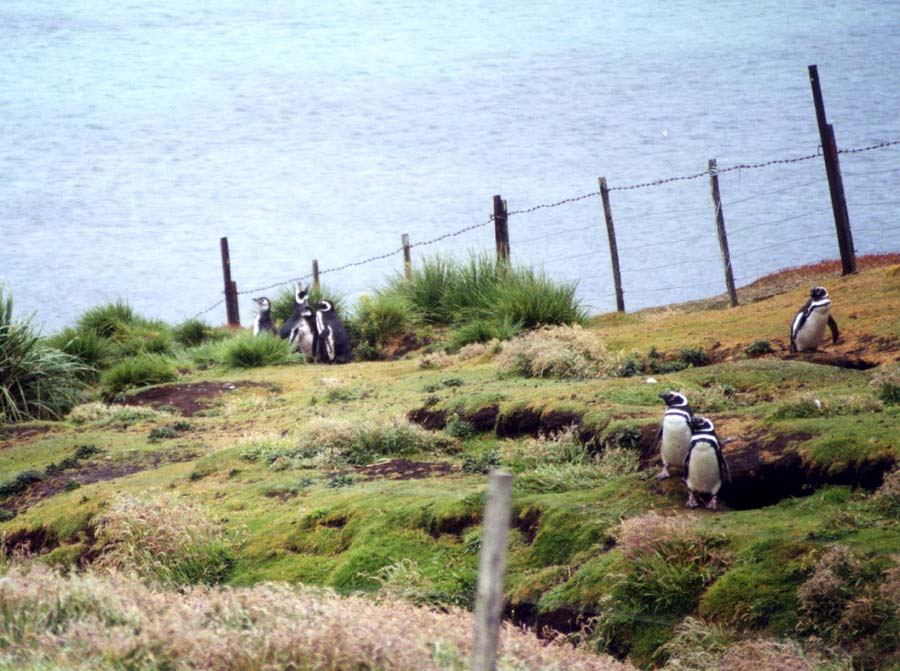
Enclos pour les moutons

Bien que l'île soit occupée une ferme ovine depuis plus d'un siècle, une gestion prudente a préservé son habitat varié et l'herbe de Tussack pousse dans des enclos côtiers replantés. L'île contient l'un des rares peuplements substantiels d'arbres des Malouines. Il y a cependant un vrai bois à Hill Cove. Aucune des espèces n'est endémique, mais elles comprennent des exotismes tels que les cyprès de Lambert et les palmiers de Nouvelle-Zélande. Les bihoreaux nichent dans ces arbres. Les jardins comprennent également d'autres plantes introduites telles que les fuchsias, les lupins et les rosiers des chiens.
L'île n'a ni rats ni chats, et par conséquent a une grande variété d'oiseaux, y compris le bihoreau gris, connus aux Malouines sous le nom de « quarks », ainsi que des phoques et des manchots. Les nombreux étangs d'eau douce importants sont des sites importants pour la sauvagine.

## Zone ornithologique
Le groupe de l'île de West Point, y compris Carcass, a été identifié par BirdLife International comme une zone importante pour la conservation des oiseaux. Les oiseaux pour lesquels le site est d'importance pour la conservation comprennent : le brassemer des Malouines, l'ouette à tête rousse, le manchot papou et le manchot de Magellan, le gorfou sauteur, l'albatros à sourcils noirs, le caracara austral, le cinclode fuligineux, le troglodyte de Cobb et le mélanodère à sourcils blancs.

## Galerie

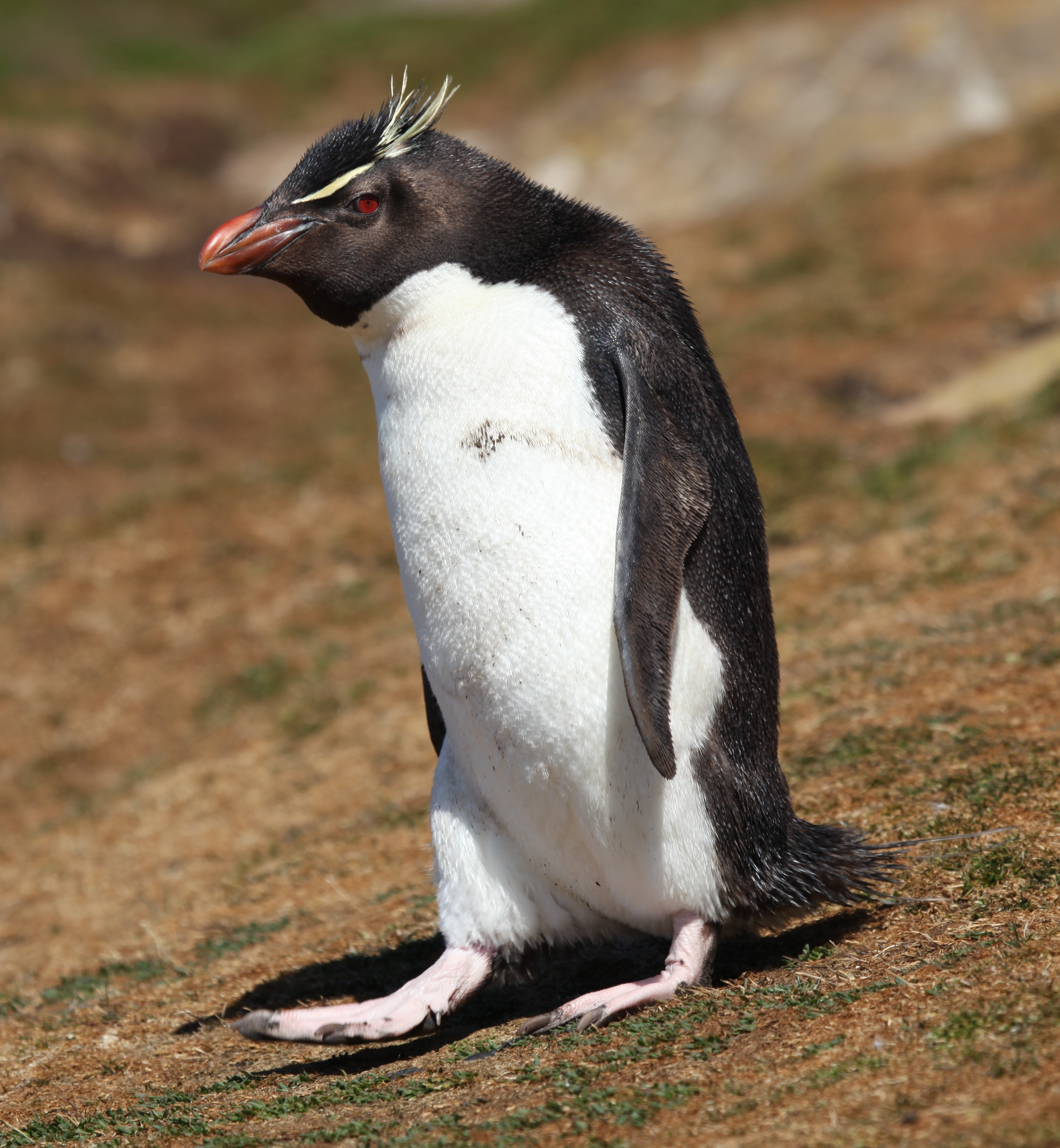
Gorfou sauteur
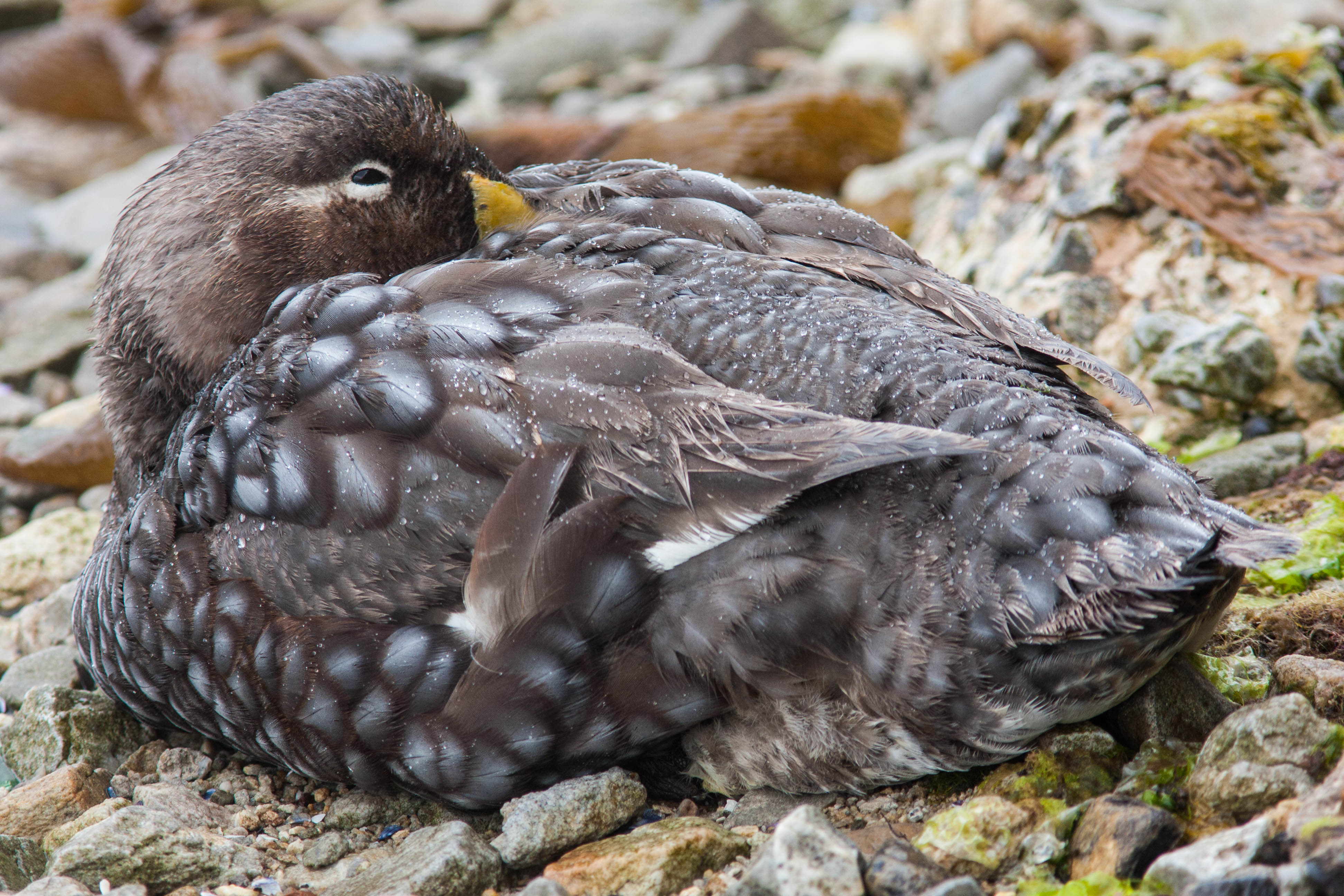
Brassemer des Malouines
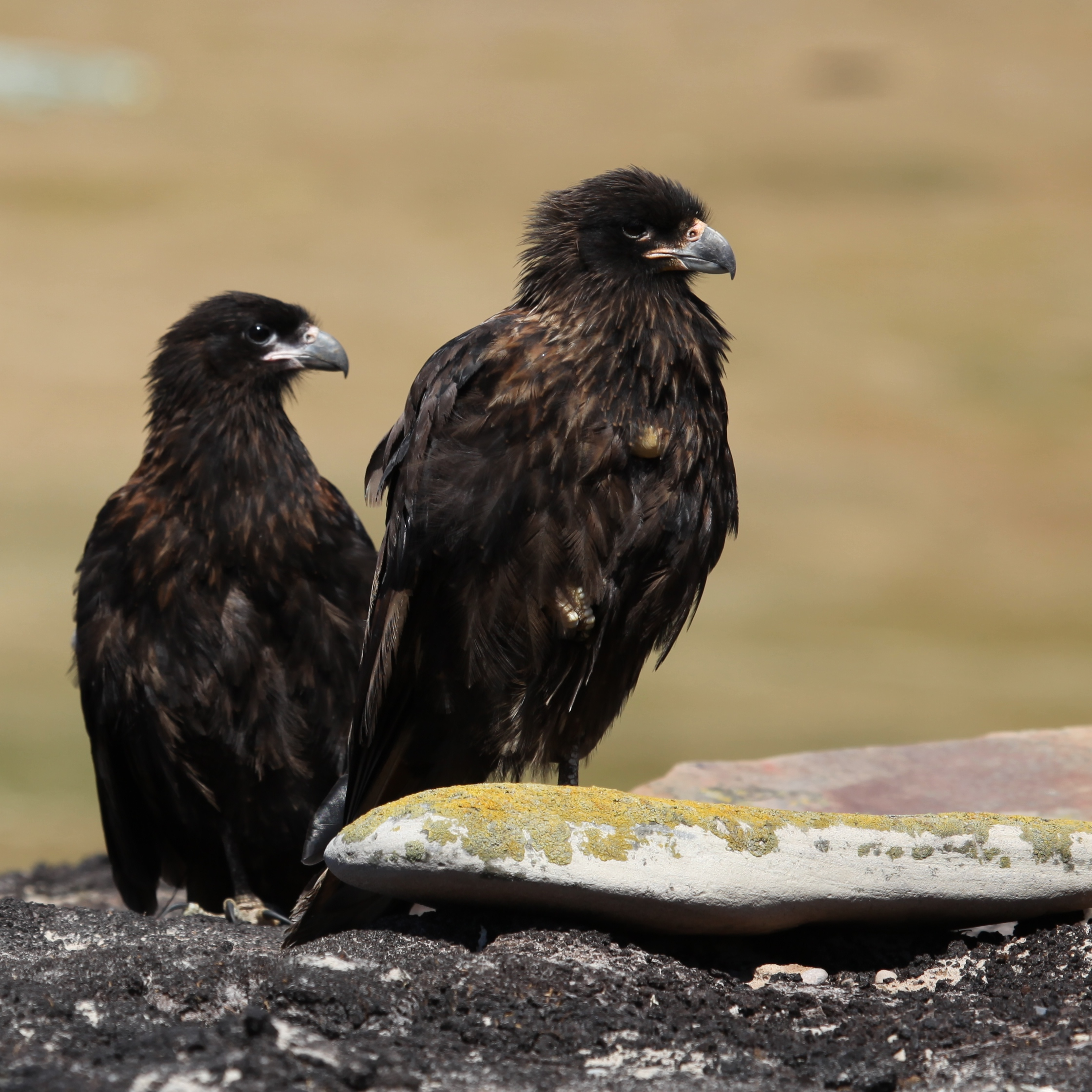
Caracara austral
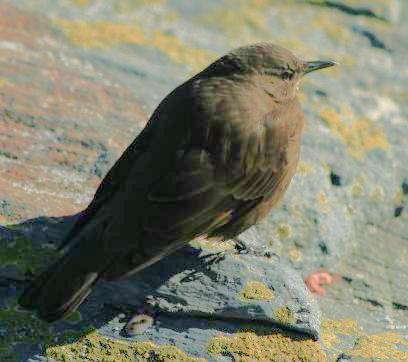
Cinclode
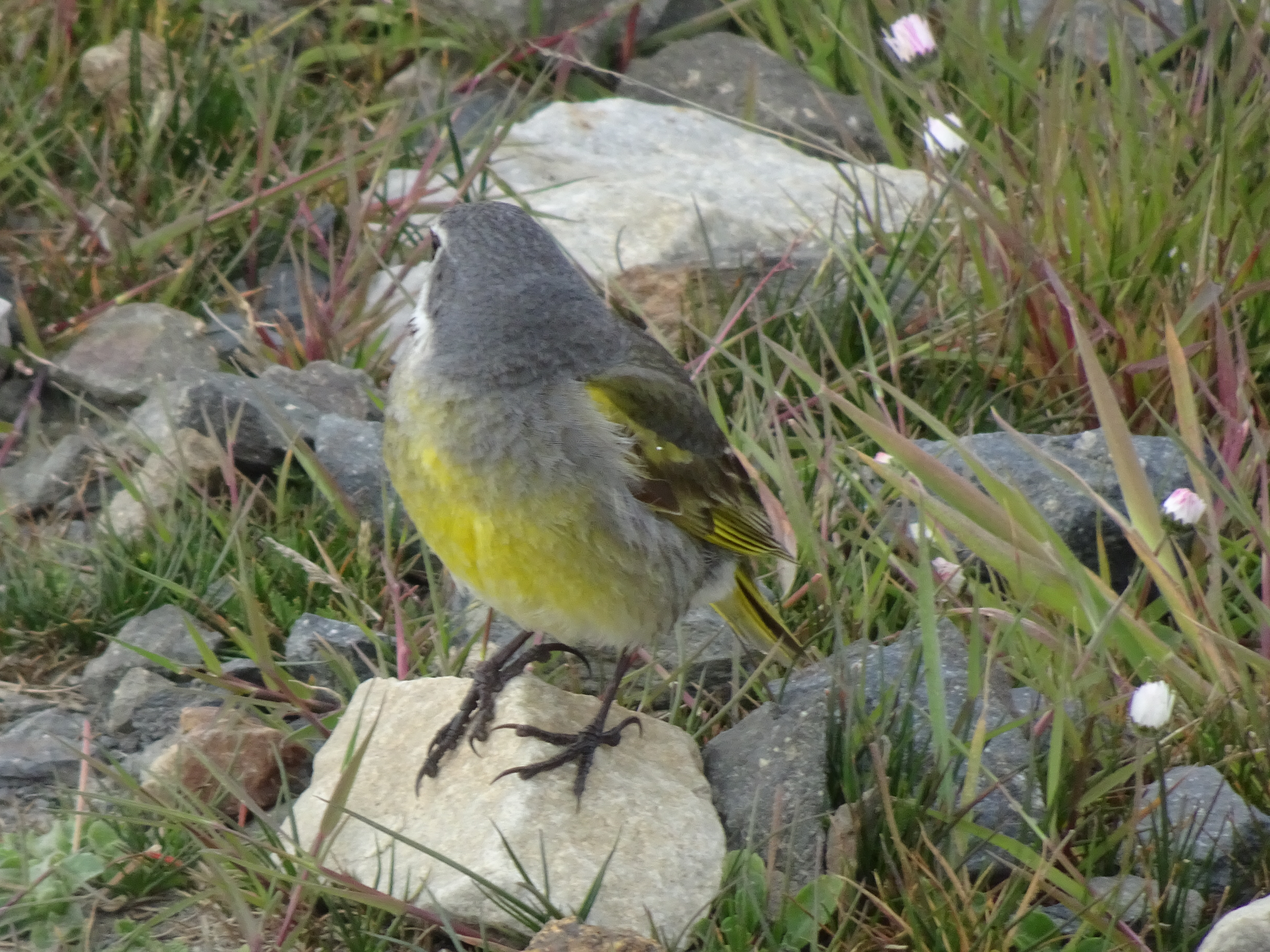
Mélanodère
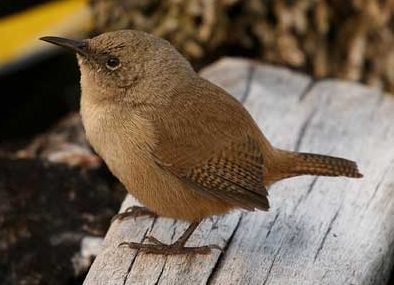
Troglodyte de Cobb